# 华纳兄弟
華納兄弟娛樂公司（英語：Warner Bros. Entertainment, Inc.），或簡稱華納兄弟是全世界及美國最大的电影和电视娱乐制作公司之一，目前隶属于華納兄弟探索。总部分别位于美国加利福尼亚州的伯班克以及纽约市。
华纳兄弟包括几大子公司，包括華納兄弟影業、華納兄弟製片廠、华纳兄弟电视公司、華納兄弟動畫、華納兄弟遊戲、DC漫画、和CW电视网。華納兄弟也是美国电影协会的成员之一。
华纳兄弟成立于1918年，是好萊塢歷史第三悠久的电影公司，前两家为环球影业和派拉蒙电影公司，均成立于1912年。华纳兄弟于2005年和传奇影业达成合作协议，2013年，传奇影业表态认为华纳兄弟对《悍戰太平洋》的宣传得不够好，结果导致华纳兄弟与传奇影业解约。传奇影业于2014年开始和环球影业合作，2016年被万达集团收购后开始恢复部分与华纳兄弟的合作，但由於華納在2020年底因冠狀病毒病疫情在未告知任何電影製作人員的情況下，將2021年的電影全部轉為院線流媒體同步上映，而導致传奇影业再度與華納兄弟解約。

## 影業發展

### 創立階段（1903-1925）

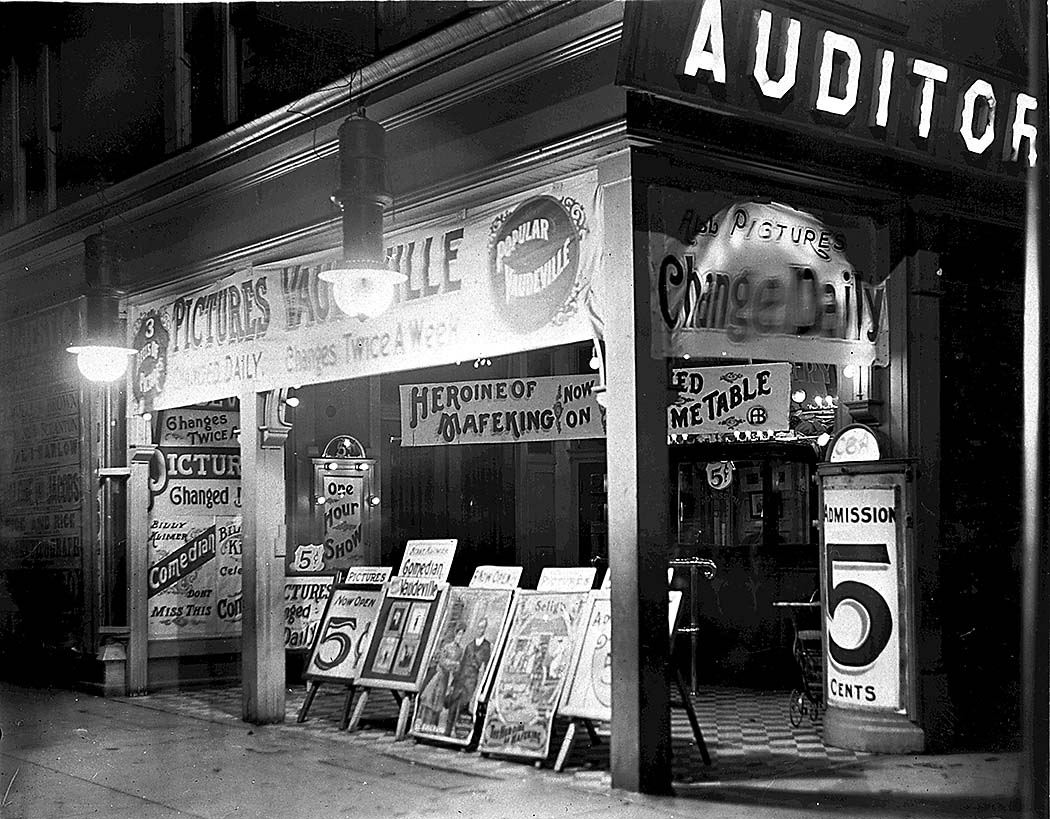
五分錢電影院是20世紀最早期的電影院型態，華納四兄弟即是從經營五分錢電影院起家。

華納兄弟娱乐公司的公司名称是为了纪念其四位創始人。这四位猶太裔兄弟隨着父親班哲明·華納，从俄羅斯帝國統治下的波兰移民到美國馬里蘭州巴爾的摩，再先後搬遷到加拿大安大略倫敦、俄亥俄州揚斯敦，包括哈利·華納（1881-1958）、亚伯特·華納（1883-1967）、山姆·華納（1887-1927）及杰克·華納（1892-1978）。三位哥哥从1903年开始从事電影放映生意，并且买下了一台放映机，在宾西法尼亚州和俄亥俄州的一些煤矿业城镇播放电影。在1903年，他们建立了他们的第一家五分錢电影院，名為The Cascade，位于宾西法尼亚的纽卡索。（原来的电影院现在仍然保留了下来，作为纽卡索发展中的市中心的标志性建筑而被修复，希望吸引到更多游客）。到1904年，华纳兄弟成立了以匹兹堡为总部的Duquesne Amusement & Supply Company（华纳兄弟影业公司的前身）發行电影。几年内，电影发行业务发展到了四个州。在第一次世界大战期间，他们开始尝试制作电影， 并在1918年在好莱坞日落大道成立了华纳兄弟片厂。山姆和杰克·华纳负责制作电影，而哈利和亚伯特处理在纽约的财务和发行事宜。在1923年4月4日，在獲得銀行家Motley Flint的資助下，上述機構正式合并为华纳兄弟影业公司（Warner Brothers Pictures, Incorporated）。
公司的第一笔重要交易，是从剧作家大卫·贝拉斯科手上获得了Avery Hopwood在1919年出版的百老汇音乐剧《淘金女郎》（The Gold Diggers）的改编权。然而真正让华纳兄弟小有名气的是一条叫鈴叮叮（Rin Tin Tin）的狗，它是被一位美国士兵第一次世界大战后从法国带回来的。这位狗演员在当时很有名气，从1922年开始，领衔主演了10多部电影。傑克·華納支付鈴叮叮每週1,000美元的酬勞，鈴叮叮对当时尚缺乏电影制作经验和实力的华纳兄弟公司初期发展上功不可没。而發掘鈴叮叮的製片戴洛·薩奴克（Darryl F. Zanuck）也水漲船高，成為1928年到1933年期間，傑克·華納的左右手，與華納公司的首席執行製片。接下來，恩斯特·劉別謙成為華納公司的主要導演。另一製片Harry Rapf離開華納公司，替米高梅公司工作。
儘管獲得狗明星鈴叮叮與著名導演劉別謙，華納兄弟仍沒有具有票房吸引力的明星演員。因此山姆與傑克·華納簽下百老匯演員約翰·巴里摩（John Barrymore），在1924年的《Beau Brummell》中擔任主要演員。由於這部片在票房上非常成功，哈利·華納決定跟巴里摩簽署長期合約；《Beau Brummell》與劉別謙的《結婚集團》（The Marriage Circle）都被紐約時報將選為1924年十大佳片之一。到了1924年，華納兄弟已成為好萊塢最為成功的片商之一，但仍無法與當時規模最大的三家片商相比，包含：第一國家電影公司（First National Pictures, Inc.）、派拉蒙、米高梅。在1925年，約1,500家獨立電影院商在威斯康辛州密爾瓦基召開反抗上述三家大型片商的會議時，哈利·華納參與會議，會議的對策是共同出資50萬美元在報紙刊登廣告，哈利·華納也因此取得與紐約、洛杉磯電影院的合作機會。
隨着業務開始興旺，華納獲得華爾街的財務支持，於1924年從高盛取得貸款。華納利用這筆金錢收購了維塔格拉夫製片廠（Vitagraph Studios），欲使用其全國發行系統，擴大觀眾之數目。在1925年，公司亦開展電台事業，在多個主要城市建立電台站，如在洛杉磯的KFWB，推銷公司的影片。此外亦出資購買土地，興建劇院。

### 有聲、彩色、歌舞電影的發軔（1925-1935）

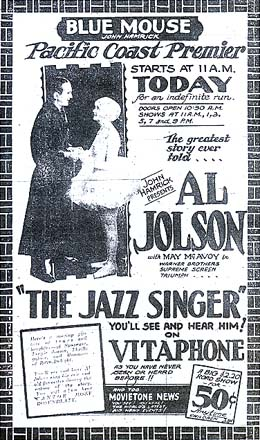
1927年的《爵士歌手》，不僅是首部有聲電影，也使華納公司成為大型電影公司，開啟30年代的歌舞電影風潮。

華納兄弟是第一個製作、發行有聲電影的公司。在無聲電影時期，具規模的戲院在放映電影時，會雇用管弦樂團，以音樂配合畫面的演出。在1925年，山姆·華納開始投入將聲音與畫面同步放映的技術改良。但哈利·華納表示反對意見：「誰會想要聽到演員開口說話呢？」。到了1926年2月，華納公司的淨值已損失333,413美元。
哈利·華納最後同意山姆的投資，只要電影的聲音只出現配樂的部分。在1925年，華納公司與長期研發錄音與音響技術的西方電器公司簽約，成立Vitaphone工作室。在1926年，Vitaphone開始製作電影拷貝的音樂與音效音軌，採用在約翰·巴里摩主演的《唐璜》（Don Juan）。華納公司當時買下紐約曼哈頓的皮卡迪里戲院，改名為華納戲院，以配合《唐璜》的首映。
在1926年8月6日，《唐璜》在華納戲院首映。《唐璜》基本上是部無聲電影，由華納公司旗下的Vitaphone工作室，製作8段有配樂的字幕，使用在《唐璜》的片頭與插卡字幕。雖然《唐璜》的票房非常好，但票房收入並未達到成本。同年，劉別謙也離開華納公司，任職於米高梅。到了1927年4月，華納公司已面臨財務危機，西方電器公司也與華納公司修正Vitaphone的合約，使Vitaphone可以替其他電影公司製作電影聲帶。
在財務危機時期，華納公司在1927年發行由艾爾·喬森（Al Jolson）主演的《爵士歌手》（The Jazz Singer ）。《爵士歌手》是第一部具有對白與演員歌唱的電影，雖然有對白的部分不長，大部分是配樂，但被視為影史上第一部正式的有聲電影。由於山姆·華納逝世，華納兄弟們並沒有參加《爵士歌手》的首映。在山姆·華納逝世後，傑克·華納成為製作部門的領導者，但傑克·華納也因兄長逝世而遭受打擊。傑克·華納開始解雇許多員工，其中也包含鈴叮叮與道格拉斯·費爾班克斯（Douglas Fairbanks Jr.，原為第一國家電影公司的演員）。
《爵士歌手》的成功挽救了華納公司的財務危機。艾爾·喬森的接下來主演由華納公司製作的《歌唱傻瓜》（The Singing Fool），也獲得票房上的斬獲。華納公司連續發行的有聲電影都獲得相當高的票房，例如《爵士歌手》、《紐約之光》（Lights of New York）、《歌唱傻瓜》、以及The Terror，使華納公司成為好萊塢的大型電影製作公司。同時，華納公司也自好萊塢搬出，將總部搬遷到洛杉磯近郊的柏本克市，並建立規模更大的製片廠。華納公司也併購著名連鎖電影院Stanley Corporation。由於Stanley Corporation具有第一國家電影公司（First National Pictures）的1/3股份，等於華納公司擁有這家大型電影公司的部分股權。華納公司與另一製片威廉·福克斯（William Fox，二十世紀福斯電影公司的成立者）搶奪第一國家公司的經營權，最後在1928年9月，由華納公司買下更多股份而獲勝。傑克·華納任命戴洛·薩奴克作為第一國家公司的新總經理。
在1929年，華納公司併購聖路易斯的連鎖電影院Skouras Brothers。這家連鎖電影院的創立者斯派羅斯·斯庫拉斯（Spyros Skouras），成為華納公司的電影院部門的總經理。在接下來的兩年內，斯庫拉斯的經營非常的成功。即使美國處在經濟大恐慌所造成的經濟衰退中，華納公司的損失降低，甚至有產生利潤。
哈利·華納也併購許多唱片公司，打算成立唱片部門。雖然無法買下Brunswick Records，但華納公司已經買下許多唱片公司、甚至包含一家平版印刷公司。華納公司成立唱片部門後，哈利·華納指派他的兒子路易斯·華納作為唱片部門的主管。
在1929年，哈利·華納買下作曲家寇爾·波特（Cole Porter）的歌舞劇《五千萬法國人》（Fifty Million Frenchmen）的電影版權。電影經由第一國家電影公司出品，獲得巨大的利潤。在1928年，華納公司製作、麥可·寇蒂斯執導的《諾亞方舟》（Noah's Ark）大賣，麥可·寇蒂斯成為華納公司的主要導演。原任職於第一國家公司的編劇Mort Blumenstock，也成為華納公司在紐約的首要編劇。
在1929年，哈利·華納從二十世紀福斯公司買下第一國家電影公司的剩餘1/3股份，獲得第一國家電影公司的完全控制權。美國司法部批准這個併購案，條件是第一國家電影公司必須以獨立公司的方式繼續營業。當經濟大恐慌發生時，華納公司要求與第一國家電影公司合併，同時也將第一國家電影公司遷移至加州伯班克市。美國司法部同意華納-第一國家電影公司的合併案，同時要求在1938年前，華納公司體系下的第一國家電影公司仍須每年製作、上映數部電影。
在1929年，傑克·華納簽下61歲的男演員喬治·亞利斯（George Arliss），主演《英宮外史》（Disraeli）。該部片非常賣座，喬治·亞利斯也拿下隔年的奧斯卡最佳男主角獎，並繼續主演華納公司的9部電影。在1930年，僅管公司營運開始受到經濟大恐慌的影響，哈利·華納在大西洋城兼併更多的電影院。
在1930年6月，資助華納公司的主要銀行家Motley Flint被謀殺。在1931年，美國的觀影人數大幅下降，華納公司開始受到經濟大恐慌的波及。華納公司的該年度損失淨值約800萬美元，第二年的損失淨值則是1,400萬美元。在同一年，華納公司的唱片部門首長路易斯·華納因病逝世。
在同一時期，華納公司的首席製片戴洛·薩奴克簽下劇作家威爾森·米茲勒（Wilson Mizner）。米茲勒在華納公司期間，與製片廠老闆傑克·華納的關係處不好，並發現公司不尊重他的創作空間。不過即使如此，他還是成為華納的重要人物。最後，華納公司與威爾森·米茲勒的關係改善，甚至投資威爾森·米茲勒經營的餐廳。在1933年4月，威爾森·米茲勒因心臟病逝世。
華納公司在1928年發行的《紐約之光》，是第一部從頭到尾都具有聲帶的有聲電影。這部電影在技術上與票房上的成功，使其他電影公司都捨棄無聲電影，投入有聲電影的製作。在1929年末，主要的電影公司都只製作有聲電影。在1928年，第一國家電影公司行由華納公司協製的《諾亞方舟》（Noah's Ark）。儘管成本高昂，《諾亞方舟》為公司取得高的獲利。在1929年，華納公司發行第一部完全的有聲彩色電影《On with the Show》。同年的彩色電影《百老匯掘金女郎》（Gold Diggers of Broadway），甚至連續映演到1939年。這兩部彩色電影的成功，造成彩色電影的風行（如同當年有聲電影造成的轟動）。華納公司在1929年到1931年期間發行多部彩色電影，包含：《演出開始》（The Show of Shows）、《Sally》、《Bright Lights》、《Golden Dawn》、《火焰之歌》（The Song of the Flame）、《Song of the West》、《Hold Everything》、《The Life of the Party》、《Sweet Kitty Bellairs》、《Under A Texas Moon》、《The Bride of the Regiment》、《Viennese Nights》、《Woman Hungry》、《再吻我一次》（Kiss Me Again）、《五千萬法國人》（Fifty Million Frenchmen）、《Manhattan Parade》，華納公司在這段期間拍的電影多為歌舞電影。

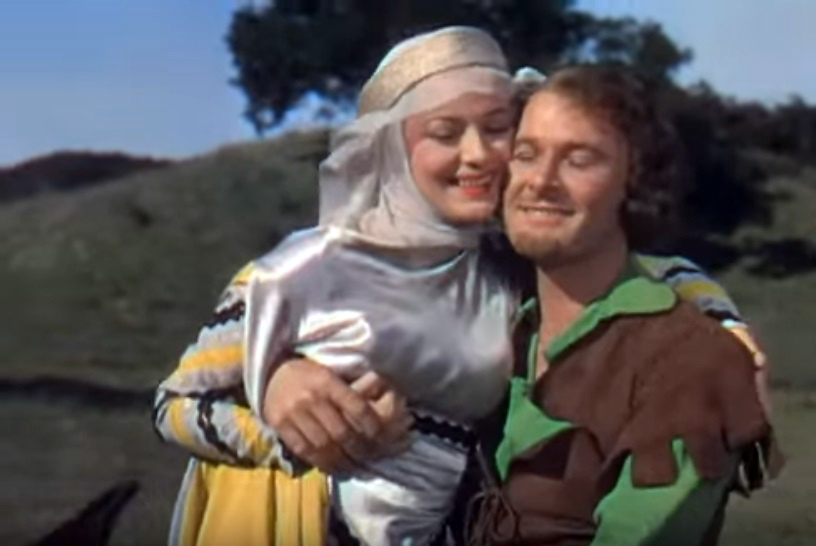
由艾洛·佛林、奧麗維亞·德哈維蘭主演，華納公司出品的1938年電影《羅賓漢歷險記》相當賣座，以特藝彩色技術拍攝。

在30年代中期，觀眾已對歌舞電影感到厭煩，各大片廠減低歌舞電影的拍攝，改而拍攝喜劇電影。由於觀眾多把歌舞電影與彩色電影聯想在一起，各大片廠因此降低彩色電影的拍攝。而華納公司與特藝彩色之間有合約，規定至少拍攝兩部特藝彩色電影。華納公司拍攝了兩部特藝彩色電影，分別是1932年的《X博士》（Doctor X）、1933年的《神秘蠟像館》（Mystery of the Wax Museum），都屬於神秘電影，是最早以彩色電影拍攝的神秘電影。在1931年，哈利·華納租借英格蘭倫敦的特丁頓製片廠（Teddington Studios）。特丁頓製片廠拍攝的電影多以英國市場為主。Irving Asher則是指派為特丁頓製片廠的首席製片。在1934年，哈利·華納正式買下特丁頓製片廠。
在1933年2月，華納公司拍攝的歌舞電影《四十二街》（42nd Street）上映，挽救華納公司免於破產。華納公司轉而繼續投資歌舞電影，多由露比·凱勒（Ruby Keeler）、狄克·鮑威爾〔Dick Powell）演出，由巴士比·柏克萊（Busby Berkeley）執導，並取得更多票房收入。在1935年，巴士比·柏克萊在酒醉駕車後撞死三個人，暫時暫停演藝事業，使華納公司收益良多的歌舞電影也暫停拍攝。在1935年末，華納公司的歌舞電影的票房失利，觀眾再度對歌舞電影失去興趣。在同一年，華納公司製作、艾洛·佛林（Errol Flynn）主演的《鐵血船長》（Captain Blood）大賣，於是華納公司轉而拍攝更多艾洛·佛林主演的電影。

### 寫實的黑幫電影（1931-1935）
由於歌舞片市場的瓦解，戴洛·薩奴克主導的華納公司改而拍攝題材、風格較為寫實的電影，敘事也較為複雜化，主要是黑幫電影。華納兄弟從歌舞電影製片廠，變成黑幫電影製片廠華納公司的第一部黑幫電影是《小凱薩》（Little Caesar），票房非常成功；主演的愛德華·羅賓遜（Edward G. Robinson）隨後為華納公司拍攝許多黑幫電影。華納公司的第二部黑幫電影則是《人民公敵》（The Public Enemy）主演的詹姆斯·賈克奈（James Cagney）成為華納公司當年的巨星。這兩部黑幫電影的成功，使華納公司在接下來數年，拍攝更多的黑幫電影。
華納公司的新黑幫電影《天崖逃亡人》（I Am a Fugitive from a Chain Gang），是根據真實事件改編，由保羅·穆尼（Paul Muni）主演，上映後受到影評的讚揚。保羅·穆尼與愛德華·羅賓遜、詹姆斯·賈克奈都成為華納公司旗下的黑幫電影明星。但是這些黑幫電影將黑幫份子浪漫化，對都市底層生活的描寫負面，也因此引起美國電影管制單位的注目。在1933年1月，《天崖逃亡人》的真實人物因此重新上訴。而Chain Gang監獄的典獄長對華納公司提出訴訟，認為華納公司的電影對獄方有錯誤、過於暴力的描述。華納公司的下一部電影《扮演上帝的男人》（The Man Who Played God）相當成功，使貝蒂·戴維斯成為新的大明星。
在1933年，富蘭克林·羅斯福就任美國總統，並推行一系列提振經濟的經濟政策，稱為新政。由於消費能力的提升，觀影人數增加，對各大電影公司產生正面效益。就在同一年，華納公司的首席製片戴洛·薩奴克辭職。薩奴克辭職的主因是與哈利·華納之間的爭執，他們對於《娃娃臉》（Baby Face）是否要遵守電影製作守則（Production code）而引爭執。除此之外，由於經濟大蕭條的影響，華納公司減少薩奴克的薪資，雖然新政時期的公司營業起色，但哈利·華納仍未調漲薩奴克的薪資，也是薩奴克離去的原因。戴洛·薩奴克離去後，與自聯美影業辭職的約瑟夫·尚克（Joseph Schenck）加入新成立的二十世紀福斯電影公司。在戴洛·薩奴克辭職的衝擊下，哈利·華納重新調漲公司員工的薪資。
在1933年，華納公司與報業大亨威廉·倫道夫·赫斯特開始合作關係。赫斯特原本是與米高梅簽約，但是米高梅首席製片艾文·索爾伯格（Irving Thalberg）與赫斯特的情婦瑪麗恩·戴維斯（Marion Davies）解除片約，赫斯特憤而終止與米高梅的合作關係。華納公司與赫斯特開始合作，並簽下瑪麗恩·戴維斯。但是，華納公司並未因為赫斯特的媒體集團與瑪麗恩·戴維斯得到獲利。
在1934年，華納公司損失2,500萬美元。其中有50萬美元是因年底發生於伯班克片廠的火災，大火將片廠內珍藏20多年的維塔格拉夫、華納公司、第一國家的拷貝燒光。在1935年，赫斯特集團改編自莎士比亞作品的《仲夏夜之夢》上映，票房慘敗，是華納公司的帳面損失增加。在這段期間，華納公司的總裁哈利·華納與公司其他六位高層，被控違反雪曼反托拉斯法，被控告企圖壟斷聖路易斯的電影院。在法院宣告審判無效後，哈利·華納將公司的電影院短暫地賣出，這場官司沒有重新上訴。在1935年，華納公司的帳面收益達到674,158美元。

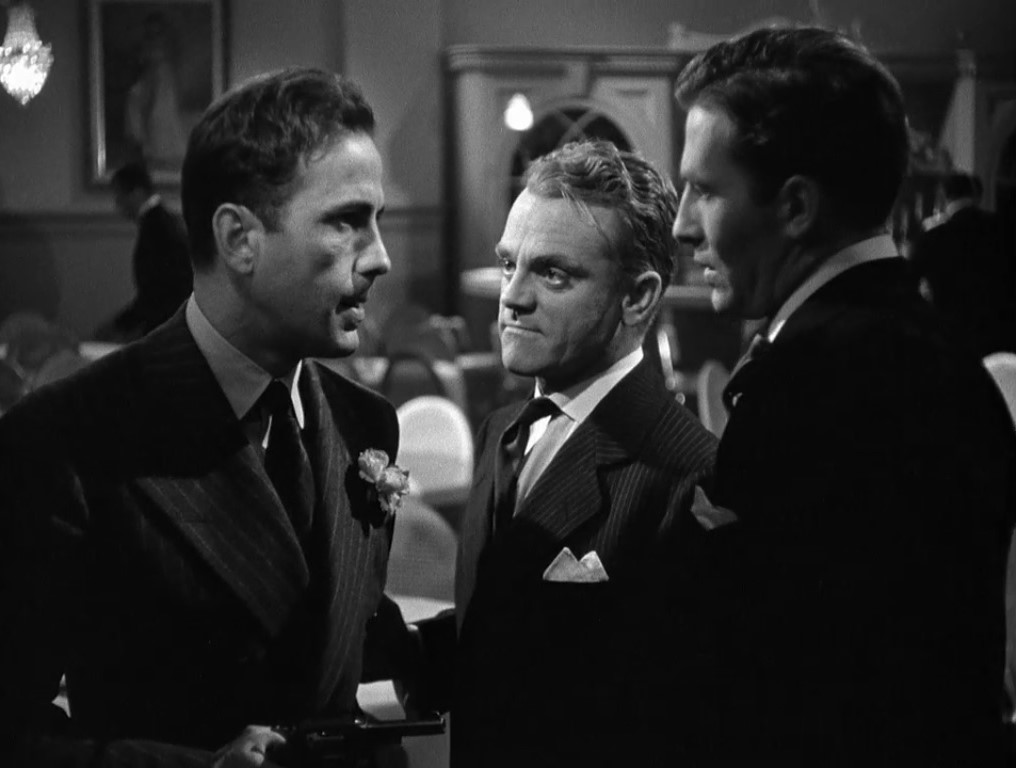
亨弗萊·鮑嘉（左）與詹姆斯·賈克奈（中）合演的黑幫電影《憤怒的二○年代》截圖。

在1936年以前，華納公司與許多默片、歌舞片演員的合約將到期，例如：Dorothy Mackaill、貝布·丹尼爾斯（Bebe Daniels）、法蘭克·費（Frank Fay）、Winnie Lightner、Bernice Claire、亞歷山大·格雷（Alexander Gray）、愛麗斯·懷特（Alice White）、傑克·馬爾霍爾（Jack Mulhall）；而華納公司與一批新的演員簽約，例如：詹姆斯·賈克奈、瓊·布朗德爾（Joan Blondell）、愛德華·羅賓遜、華倫·威廉（Warren William）、芭芭拉·斯坦威克（Barbara stanwyck）。華納公司成為這段期間獲利最多的電影公司，但也常受到電影審查機構的刁難。自1935年開始，華納公司改而拍攝許多歷史電影，以避免電影審查機構的刁難。在1936年，亨弗萊·鮑嘉（Humphrey Bogart）主演的《恐怖森林》（The Petrified Forest）大賣，傑克·華納因此簽下亨弗萊·鮑嘉。但華納公司並不認為亨弗萊·鮑嘉有成為票房明星的資格，於是在接下來5年，華納公司在愛德華·羅賓遜與詹姆斯·賈克奈的電影中，安排亨弗萊·鮑嘉演出壞蛋角色。
自1933年開始，郝爾·瓦里斯（Hal B. Wallis）繼承戴洛·薩奴克在華納公司的職位，在1935年，電影製作法則開始嚴格執行，華納公司被迫放棄多年的寫實黑幫電影風格，改而拍攝更遵守道德、題材更理想化、逃避主義的電影。華納公司轉而拍攝歷史電影，或是由貝蒂·戴維斯、奧麗維亞·德哈維蘭主演的通俗家庭電影，以及保羅·穆尼、艾洛·佛林主演的以亡命徒為主題的西部片。在1936年，貝蒂·戴維斯對傑克·華納長期給她安排通俗家庭電影的角色感到不滿，她離開美國到英國，並試圖解除與華納公司的合約。貝蒂·戴維斯的官司敗訴後，及回到美國。傑克·華納與許多工作人員處的並不好，但哈利·華納與亞伯特·華納與員工的關係則相反。

### 電影製作法則時期

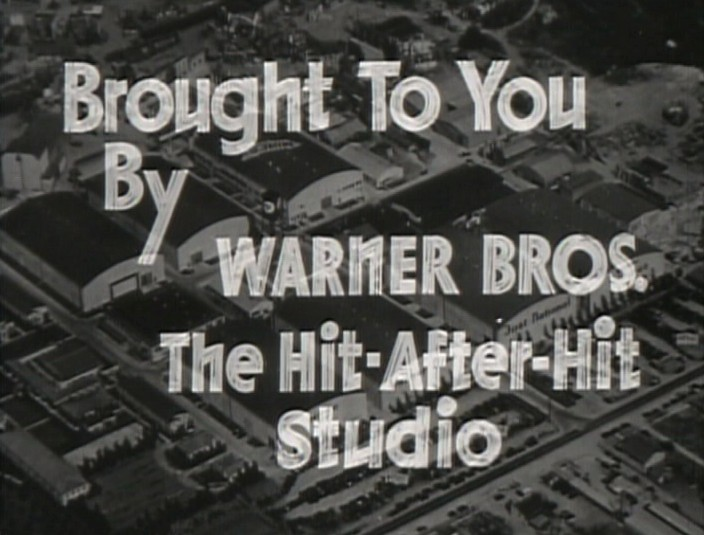
1936年的《恐怖森林》預告片，圖中為當時的華納製片廠。

在電影製作法則時期，電影風格變的更為理想化、逃避主義、更遵守道德，許多活躍於寫實黑幫電影時期、具個人特質的明星消失於螢光幕前。自從有聲電影問市以來，華納公司一直是好萊塢的大型電影公司之一，但在1935年遭遇改變，米高梅也有類似的遭遇。在1930年代晚期，貝蒂·戴維斯在華納公司的地位上升，被戲稱為「第五位華納兄弟」。
在1935年，詹姆斯·賈克奈控訴傑克·華納違反合約。詹姆斯·賈克奈宣稱華納公司逼迫他拍攝超越合約上明定的電影數量。在華納公司支付一筆金錢後，詹姆斯·賈克奈放棄官司。但是，詹姆斯·賈克奈也離開華納公司，與兄長建立獨立電影公司Grand National Films。但賈克奈兄弟拍攝的電影沒有大賣，在拍完公司的第三部電影後宣告破產。傑克·華納與賈克奈簽訂新的合約。他們在1942年合作的新片《勝利之歌》（Yankee Doodle Dandy）票房非常成功，而賈克奈再度為了薪資與華納公司起了爭執，賈克奈再度離開華納，成立自主的電影公司。
華納公司的另一著名勞資糾紛是製片布萊恩·佛伊（Bryan Foy）。在1936年，郝爾·瓦里斯雇用布萊恩·佛伊，專門為華納公司拍攝低成本的B級片。布萊恩·佛伊的電影為公司帶來可觀的利潤。但華納公司曾經7度解雇布萊恩·佛伊。
在1936年，華納公司的電影《萬世流芳》（The Story of Louis Pasteur）大賣。而主演此片的保羅·穆尼在隔年的奧斯卡奪下最佳男主角獎。華納公司在1937年的電影《左拉傳》（The Life of Emile Zola）為公司奪下第一部奧斯卡最佳影片獎。
在1937年，華納公司雇用美國中西部的廣播員羅納德·雷根（日後成為美國總統）。雷根最初多在成本低的電影中演出，但華納公司對於雷根在《紐特·羅克尼》（Knute Rockne, All American）最後一場戲的演出感到滿意，於是在1940年的《聖塔菲古道》（Sante Fe Trail）中，安排艾洛·佛林與雷根搭檔演出。雷根在演出1942年的《King's Row》後，華納公司決定將雷根捧紅為巨星，簽署新合約，支付三倍的薪水。
在1930年代晚期，哈利·華納的女兒Doris Warner閱讀瑪格麗特·米切爾的小說《飄》，有意改編成為電影。Doris Warner願意支付5萬美元給米切爾，買下版權。但傑克·華納拒絕簽署合約，因為他覺得這將是一部耗資過大的製作。
在1939年，傑克·華納則簽下喬治·拉夫特（George Raft），希望他演出的黑幫電影能像愛德華·羅賓遜、詹姆斯·賈克奈一樣成功。但喬治·拉夫特與亨弗萊·鮑嘉處的很不好，拒絕與他共同演出任何電影。最後，傑克·華納與喬治·拉夫特解除合約。喬治·拉夫特離去後，華納公司讓亨弗萊·鮑嘉主演1941年的電影《高山峻嶺》（High Sierra），這部片使亨弗萊·鮑嘉達到票房巨星的地位。亨弗萊·鮑嘉接下來主演約翰·休斯頓執導的1941年電影《梟巢喋血戰》（The Maltese Falcon），是1931年同名電影的重拍版本，在票房與影評都獲得相當大的成功。

### 30年代：華納動畫的誕生
華納兄弟的早期動畫是由修·赫曼（Hugh Harman）與艾辛·魯道夫（Rudolf Ising）的獨立工作室所製作。在1930年至1933年，兩人為里昂·雪利辛格（Leon Schlesinger）製作多套令人矚目的音樂動畫短片，里昂·雪利辛格則販賣短片給華納公司。在1931年，工作室製作出《浴缸裡的兩人世界》（Sinkin' in the Bathtub），是樂一通卡通系列的第一部作品，同時也創造出「Bosko」角色；不久後製作出第二部作品《快樂旋律》（Merrie Melodies）。
在1933年，由於契約的爭議，修·赫曼與艾辛·魯道夫離開工作室，並帶走所創造的「Bosko」角色。里昂·雪利辛格於是成立里昂·雪利辛格製作公司，持續製作《快樂旋律》系列，最後形成著名的樂一通卡通，以卡通角色「Buddy」為主角。到了30年代末期，里昂·雪利辛格製作公司已有弗里茲·弗里倫（Friz Freleng）、泰克斯·艾佛瑞（Tex Avery）、鮑布·可蘭培德（Bob Clampett）、以及恰克·瓊斯（Chuck Jones）等動畫導演。樂一通卡通的節奏相當快、風格多變、笑點荒謬、視覺效果誇張，所以迅速地風行。
在1936年，艾佛瑞製作另一系列樂一通卡通，並創造豬小弟角色。樂一通分別在1937年創造達菲鴨角色，以及在1941年參考「Bosko」創造出兔寶寶角色，樂一通的主要角色已逐步成形。在1942年，里昂·雪利辛格等人製作的樂一通卡通，在數量上已經超過迪士尼的卡通。
在1944年，傑克·華納買下里昂·雪利辛格製作公司，成為華納公司的卡通部門。在樂一通的卡通角色中，兔寶寶是最受歡迎的角色，也成為六旗主題樂園的吉祥物。在1947年，新角色崔弟非常受到歡迎，而崔弟的敵人傻大貓也因此成為主要角色。

### 第二次世界大戰

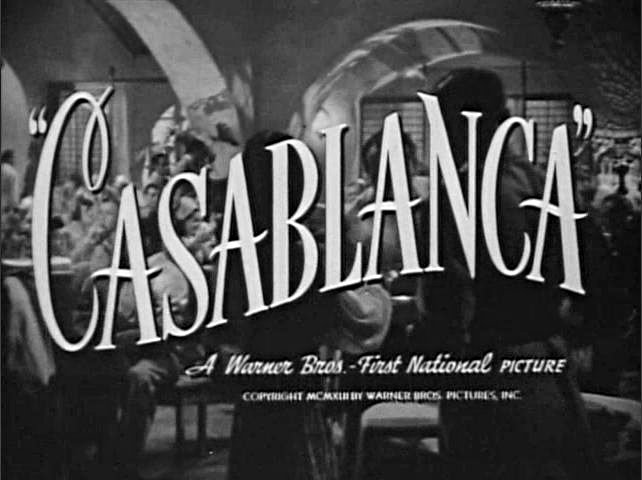
《北非諜影》的上映適逢第二次世界大戰的初期，因此受到相當大的歡迎，也成為影史上最佳的戰爭電影與愛情電影。

在第二次世界大戰發生前，華納公司就已拍攝反納粹電影《左拉傳》（The Life of Emile Zola）。華納公司繼續拍攝與反納粹有關的電影，例如：《一個納粹間諜的自白》（Confessions of a Nazi Spy）《海鷹》（The Sea Hawk）、《約克軍曹》（Sergeant York）、《You're In The Army Now》。在美國正式與德國宣戰後，華納公司改而拍攝戰爭電影。
在第二次世界大戰期間，華納公司拍攝的戰爭電影包含：《北非諜影》（Casablanca）、《揚帆》（Now, Voyager）、《勝利之歌》（Yankee Doodle Dandy）、《從軍樂》（This Is the Army）、以及爭議的《出使莫斯科》（Mission to Moscow）。隨者《約克軍曹》的放映，美國與英國推銷出1,560萬美元的戰爭公債。到了1943年，觀眾對於戰爭電影感到厭倦。美國政府將一艘自由輪以華納兄弟的父親班哲明·華納為名，哈利·華納則主持這艘船的下水儀式。在大戰末期，已有2,000萬美元的戰爭公債是透過華納公司購買，公司員工捐了5,200袋血液給美國紅十字會有763名員工進入軍隊服役，包含哈利·華納的女婿米爾頓·史柏林（Milton Sperling）。
在《北非諜影》獲得奧斯卡最佳影片獎後，首席製片郝爾·瓦里斯為了獎項所有權與華納公司起了爭執，離開華納公司。傑克·華納與亨弗萊·鮑嘉的關係開始惡化。
在1943年，女演員奧麗維亞·德哈維蘭（Olivia de Havilland）控告華納公司違反合約。德哈維蘭拒絕在哥倫比亞公司的新片中飾演廢奴主義者伊麗莎白·布萊克威爾。傑克·華納向其他電影公司發出150封電報，要求它們不要與德哈維蘭拍攝任何電影。最後，德哈維蘭發現美國的合約只能維持7年，而她與華納公司的合約是在1935年開始。法院判決德哈維蘭勝訴，德哈維蘭可以離開華納公司。許多與華納公司簽訂長期合約的演員也受此影響，獲得更大的自主權。
就在同一年，傑克·華納簽下米高梅的女演員瓊·克勞馥。克勞馥替華納公司第一部演出的電影是《好萊塢餐廳》（Hollywood Canteen）。克勞馥在華納公司的首部主演電影是《慾海情魔》（Mildred Pierce），使克勞馥重返演藝巔峰，並替她拿下一座奧斯卡最佳女主角獎。

### 戰後：改變策略

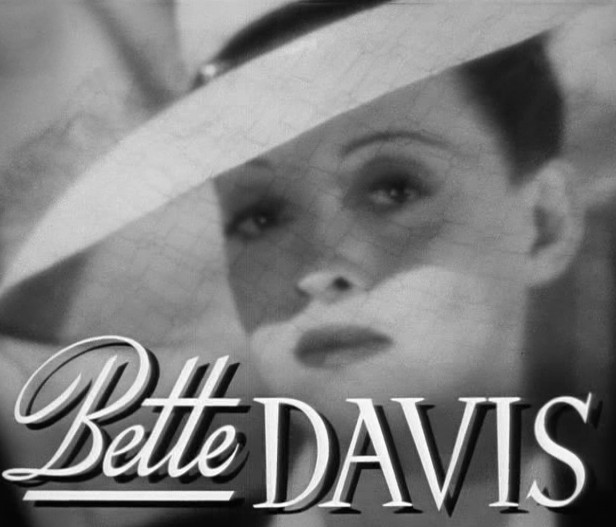
全盛時期的華納公司因為有眾多的明星而著名。但貝蒂·戴維斯、德哈維蘭、亨弗萊·鮑嘉…等演員先後與華納公司發生合約糾紛。

在第二次世界大戰期間，華納公司的營利豐厚。除了戰爭電影，華納公司還拍攝許多以女性導向的電影，由貝蒂·戴維斯、德哈維蘭、瓊·克勞馥等人主演。同時期，華納公司也拍攝許多由亨弗萊·鮑嘉主演的電影。在大戰結束後，華納公司繼續挖掘新明星，例如：洛琳·白考兒（Lauren Bacall）與桃樂絲·黛。華納公司在戰後的獲利更多，在1946年，華納公司的每週薪資總額達到6萬美元，該年度淨利則是1,940萬美元。
此時華納公司面臨另一個問題，傑克·華納拒絕遵守演員工會的最低薪資要求。在1946年9月，華納公司的員工發動長達1個月的罷工。在1947年，為了報復，傑克·華納將參加1942年的政治宣傳片《出使莫斯科》的許多員工，影射為參加共產主義。在1947年，華納公司的淨利達到2,200萬美元。在接下來一年，華納公司的淨利下跌50%。
在1948年1月5日，華納公司完成第一部彩色新聞影片，在《玫瑰花車巡遊賽》（Tournament of Roses Parade）、《Rose Bowl Game》本片前放映。在1948年，貝蒂·戴維斯等影星在完成《越過森林》（Beyond the Forest）後，紛紛與華納公司解約。
在1948年，美國司法部與聯邦貿易委員會宣稱派拉蒙等大型電影公司的垂直整合體系已成為托拉斯系統。美國最高法院宣判，這些大型電影公司必須將放映部門售出，包含華納公司在內，此為著名的「派拉蒙判決」。在1949年，華納公司的淨利只有1,000萬美元。
在1949年，隨者電視的普及度增加，哈利·華納決定將營業項目擴展到電視。但美國聯邦通信委員會並不允許。哈利·華納企圖要求其他大型電影公司轉往電視領域發展，但沒有成功。在50年代早期，電視的威脅逐漸增加。在1953年，傑克·華納決定成立新的部門，以因應電視的競爭。由於聯美影業的3D電影《非洲歷險記》（Bwana Devil）相當成功，傑克·華納也決定拍攝3D電影《恐怖蠟像館》（House of Wax），於1953年完成、上映。雖然《恐怖蠟像館》非常成功，但3D電影風潮很快地散退。
在3D電影風潮消退後，哈利·華納決定引進新藝綜合體技術。華納公司的第一部採用新藝綜合體技術的電影是《情天未了緣》（The High and Mighty），票房相當成功。在1954年，華納公司被允許往電視領域發展，它們首先替美國廣播公司製作一個每週撥放一次的節目，《Warner Bros. Presents》，但節目並不成功。華納公司的第二個電視節目《Cheyenne》則非常成功。華納公司隨即製作更多西部片電視劇，例如：《Maverick》、《Bronco》、《Colt .45》。電視部門的獲利，補償了電影部門的損失。因此，傑克·華納決定投入更多資金在電視部門。此外，華納製片廠經年累月已習慣以高壓姿態對待演員，這種行為挑起了新興的電視明星的敵意，如詹姆斯·嘉納（James Garner）的合約案子。嘉納當時一狀告上法院並獲得勝訴。傑克·華納對於電視明星的高自主性與高姿態感到憤怒，但也反映出他對電視的輕視。
在1953年，華納兄弟的電影院部門獨立成Stanley Warner Theaters，被賣給Simon Fabian Enterprises。在1956年前，華納公司持續地虧錢。在1953年，華納公司的淨利是290萬美元；在接下來兩年的淨利則介於200萬到400萬美元之間。在1956年2月，華納公司將50年代之前的電影拷貝，賣給Associated Artists Productions。
在1956年5月，華納公司宣布公司即將上市。哈利、亞伯特、傑克·華納各自將持有股份售出。傑克·華納則暗自成立一個由波士頓銀行家Serge Semenenko管理的財團，買下華納公司的80萬份股權，約90%的股份。傑克·華納最後藉由暗盤交易，自Serge Semenenko管理的財團買回20萬份股權。傑克·華納在6月完成這份暗盤交易，成為華納公司的最大股份持有者，並任命他自己為新總裁。當哈利·華納與艾柏特·華納發現傑克·華納的暗盤交易時，已經太遲了。在傑克·華納的領導期間，華納公司更強烈地尋求投資與利益。

### 經營權易主
在50年代晚期，華納公司的營運重新起色，尤其是1956年的《壞種》（The Bad Seed）、1958年的《No Time for Sergeants》、1962年的《玫瑰舞后》（Gypsy）等片都相當賣座。在傑克·華納的姪子William T. Orr經營之下，華納的電視部門製作出許多成功的電視劇，例如：《Maverick》（1957到1962年）、《77 Sunset Strip》（1958到1964年）。在1958年，華納兄弟的唱片部門成立為新公司華納兄弟唱片公司（Warner Bros. Records）。
在1958年，傑克·華納在法國度假時出了車禍，為了確保華納公司的經營權，傑克·華納帶傷回到總公司。在60年代的頭3年，華納兄弟的每年淨利只有700萬美元出頭。在1962年2月，華納公司支付550萬美元的天價，買下百老匯音樂劇《窈窕淑女》（My Fair Lady）的電影改編權。在1963年，華納公司的淨利只有370萬美元。在60年代中期，美國的電影產量下跌。其中有少數是大型電影公司製作，大部分是共同出資、或是獨立製作的低成本電影。
在1963年，傑克·華納同意華納唱片與法蘭克·辛納屈的Reprise Records的合併案。在1964年，傑克·華納宣布具有發行電影原聲帶的權利，並透過華納唱片來發行原聲帶。在前18個月，華納唱片損失約200萬美元。在1965年，華納公司改編自百老匯的歌舞電影《環球大賽跑》（The Great Race）大賣，原聲帶也跟者開出紅盤，華納唱片獲得極大的收益。在1966年，華納公司的《靈慾春宵》（Who's Afraid of Virginia Woolf）的票房非常成功。
在1966年11月，由於年齡與環境變遷的關係，傑克·華納將他的華納影業、華納唱片股份售出，以3,200萬美元的金額賣給七藝影業公司（Seven Arts Productions），一家由加拿大的艾略特·海曼（Elliot Hyman）與肯尼思·海曼（Kenneth Hyman）兄弟持有的公司。華納公司因此改名為華納兄弟-七藝影業公司，傑克·華納續任公司的總裁。在1967年夏天，《鳳宮劫美錄》（Camelot）的票房慘敗，傑克·華納辭去總裁職位，由長期擔任宣傳部長的Ben Kalmenson接任總裁，傑克·華納仍然是公司的副總裁，並以獨立運作方式，繼續從事製片工作。在1967年，華納公司的新片《我倆沒有明天》（Bonnie and Clyde）相當賣座，華納公司再次獲利。
兩年後，海曼兄弟以6,400萬美元的代價，將持有的華納公司股權賣給金聶全國服務企業（Kinney National Company）。金聶全國服務企業擁有一家好萊塢經紀公司Ashley-Famous，而泰德·阿什利（Ted Ashley）也是使金聶全國服務企業的總裁史蒂夫·羅斯買下華納兄弟的主使者。泰德·阿什利成為華納公司的新總裁，他將公司名稱改回華納兄弟影業公司。傑克·華納對於海曼兄弟的買賣感到灰心，最後決定退休。
雖然電影的觀眾下滑，但華納公司的新經營者仍相信明星的票房魅力，與當時的許多票房明星簽約，例如：保羅·紐曼、勞勃·瑞福、芭芭拉·史翠珊、克林·伊斯威特；另外在1969年，華納公司買下DC漫畫，拍製出《超人》、《蝙蝠俠》等系列賣座電影。票房明星與上述改編自漫畫的電影，使華納公司在70年代與80年代的獲利豐厚。
買下華納公司不久後，金聶全國服務企業改名為華納傳播公司（Warner Communications）。在70年代與80年代，華納傳播公司將經營領域擴展，先是買下電視遊戲公司雅達利（Atari, Inc.），後來買下六旗主題樂園。
在1971年到1987年間，華納公司與哥倫比亞電影公司共同擴展全球發行管道；而在英國，華納公司採與EMI電影公司、Golan-Globus聯合發行。在1988年，華納公司結束與哥倫比亞的聯合發行關係，改與迪士尼影業合作；在1993年，迪士尼另建博偉影業（Buena Vista International），華納公司與迪士尼公司的合作關係結束。
在1989年，以明星為經營導向的華納傳播，與善於投資的時代公司（Time Inc.）合併。派拉蒙傳播公司（Paramount Communications）原本提出122億美元，打算搶先合併。時代公司被迫提高價錢到149億美元，買下華納傳播。派拉蒙在德拉威州法院提出訴訟，打算阻撓合併案，後來打輸官司。合併後的時代華納公司，其電影與唱片部門是最賺錢的單位。
在1997年，時代華納賣出六旗主題樂園。在2000年，時代華納買下股價高漲的美國在線（America On Line），改名為美國在線-時代華納公司。但美國在線的股價不久後大幅下跌，公司最後改名為時代華納公司。

### 收购前的辉煌（1995-2018）

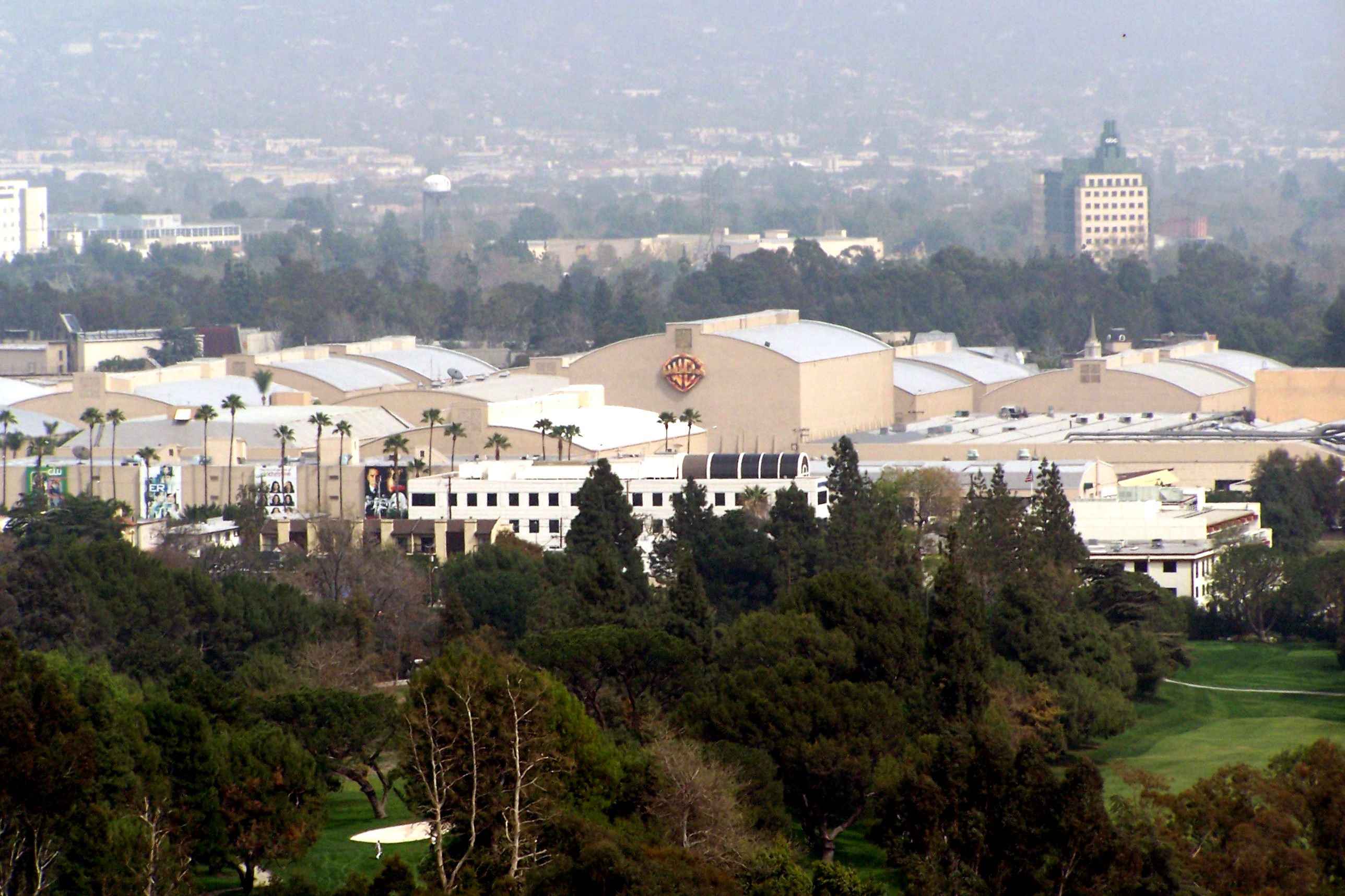
今日的華納片廠全景。

華納支持藍光規格，使格式大戰逐漸明朗化

在1995年，華納公司與芝加哥的媒體公司論壇報業公司（Tribune Company）共同成立WB電視網（The WB Network），以青少年市場為目標。WB電視網的早期電視節目包含：《魔法奇兵》（Buffy the Vampire Slayer）、《超人前傳》（Smallville）、《戀愛時代》（Dawson's Creek）。其中由Spelling Television製作的電視節目《第七天堂》（7th Heaven）、《聖女魔咒》（Charmed），使WB電視網獲利，而《聖女魔咒》拍了7季，成為壽命最長的以女性為主角電視劇，《第七天堂》甚至拍了11季，成為壽命最長的家庭電視劇，是WB電視網最長的電視劇。在2006年，華納公司關閉WB電視網，與聯合派拉蒙電視網共同成立CW電視台。
近年來，美國的各大電影公司出現共同投資、發行的現象。華納公司曾與以下小型電影公司共同合作：安培林娛樂公司、摩根·克里克電影製作公司（現與環球影業合作）、攝政娛樂公司（現與二十世紀福斯合作）、威秀電影公司、傳奇電影公司、Virtual Studios、銀像影業、黑暗城堡娛樂公司、The Ladd Company、The Geffen Film Company。
在90年代晚期，華納公司獲得哈利·波特小說的電影改編權。在2001年，首部電影《哈利波特—神秘的魔法石》上映。其他哈利·波特續集電影幾乎以每年一集的方式上映。由於2007年到2008年之間的編劇工會罷工事件，第六集《哈利波特—混血王子的背叛》延至2009年1月上映。延後上映也有商業的考量，由於華納公司的2008年電影《黑暗騎士》在全球大賣，新一集哈利·波特延至2009上映，可使華納公司連兩年的帳目都獲得巨大的收益。第七集哈利·波特分成上下集分別於2010年2011年上映，首部外传《怪獸與牠們的產地》于2016年上映。
在HD DVD的發展過程中，華納公司的退出造成決定性的影響。在2008年1月4日，華納公司宣佈宣佈脫離HD DVD陣營，往後只支持藍光光碟作為影碟格式。華納公司的退出造成連鎖反應，東芝等其他相關公司紛紛在2008年2月前脫離HD DVD的陣營，往後市面上只會有DVD與藍光光碟兩種影碟格式。
華納公司與國家影院媒體公司（National CineMedia）也進行合作案，在全美各地的電影院提供電影前的娛樂與廣告。
在2008年6月1日，華納公司歡度90周年慶。在2008年，華納公司的收益達到17億5300萬美元；打破新力影業公司在2006年創下的17億1100萬美元收益紀錄。

### 被收购和新生（2018年至今）

自2019年以來使用的次要徽標，現與正式商業徽標同時使用。

2018年，随着时代华纳被AT&T收购，时代华纳正式更名为华纳媒体，华纳旗下所有的电影公司下方的字样将从2018年的动画电影《少年泰坦出击！大电影》开始全面从“A TimeWarner Company”改为“ A WARNERMEDIA Company”。
2019年3月18日，任職25年的美籍日裔公司主席兼首席執行長辻原凱文因性醜聞下台。他的位置由安·萨诺夫接任，她也成为华纳首位女性公司主席及首席执行官。
2022年4月8日，華納兄弟和探索公司合并成华纳兄弟探索。
2025年，华纳兄弟探索收購香港無視電視40%股權，成單一最大股東。

## 電影版權
經過多年的合併與收購，原本的華納兄弟娛樂公司已將業務擴展到電影、卡通、電視...等領域。
因為1948年的「派拉蒙判決」的影響，華納公司的營運持續下滑，於是在1956年將大部分50年代以前的電影與卡通拷貝賣給賣給Associated Artists Productions。在1958年，Associated Artists Productions被聯美影業收購。在1981年，聯美影業則被米高梅公司收購。
在1984年，透納廣播公司企圖收購米高梅公司，最後未能成功收購，但買下米高梅/聯美影業的電影資料庫。這個電影資料庫包含1986年以前的大部分米高梅電影，以及被轉手多次的華納公司的早期電影。當時代華納收購透納廣播公司後，華納公司的早期電影版權重回時代華納集團，版權由透納娛樂公司持有，華納電影公司則具有販售與發行權。

經由上述的企業收購與合併，時代華納集團已經擁有幾乎所有華納電影公司曾經製作、放映的電影。但是，子公司United States Pictures的大部分電影版權，現在由共和/派拉蒙電影公司所持有；而《坦克大決戰》仍由華納公司持有。華納電影公司原本持有的《狂犬驚魂》（Cujo），現由共和/派拉蒙電影公司持有版權，獅門娛樂公司具有美國地區的DVD發行權。在1973年，華納公司將《窈窕淑女》的版權賣給哥倫比亞廣播公司，華納公司仍具有DVD發行權。
經由收購，時代華納集團具有大部分漢納-巴貝拉製作公司與Ruby-Spears Productions製作的卡通影片，少部分影片是由哥倫比亞廣播公司所持有。The Wiggles兒童樂團則先後由HIT娛樂公司/Lyric Studios，以及Playhouse Disney所擁有。在2007年開始，華納公司擁有The Wiggles的DVD發行權。在2007年，華納公司也買下史努比系列的電視版本所有權，而電影版本則由哥倫比亞與派拉蒙持有的聯合圖畫公司（United Feature Syndicate）持有。

### 特定版權
在華納公司收購版權的過程中，它們收購特定電影工作者的所有電影。舉例而言，華納公司買下史坦利·庫柏力克所執導的7部電影，其中5部原屬於華納公司，另外2部則來自於米高梅；瓊·克勞馥主演的所有華納公司與米高梅公司電影；大部分泰克斯·艾佛瑞製作的卡通電影，只有4部另由環球公司持有。

### 其他公司的版權
華納的資料庫主要是1948年後的電影與電視版權，除此之外，華納公司還持有以下電影、電視的版權：
- 大部分Lorimar Productions、聯藝公司、複合字影業製作的電影；其中包含Lorimar Productions製作，由派拉蒙等其他公司發行的電影。
- 所有藍金貝斯公司在1974年後製作的電影。
- National General Pictures製作的電影，但哥倫比亞廣播公司具有Cinema Center Films的發行權，派拉蒙影業具有Cinema Center Films的電影放映權。
- 旗下公司Castle Hill Productions的所有版權，包含聯美時期的版權。
- 1956年的《環球世界八十天》（Around the World in Eighty Days）。
- 摩根·克里克電影製作公司在1991年以前製作的大部份電影。
- 製片索爾·扎恩茲（Saul Zaentz）在1990以前製作的大部份電影。
- 獵戶座影業在1978年到1982年製作的電影。
- 前三部皮卡丘卡通電影的日本以外版權。
- 被透納娛樂公司收購後的城堡石娛樂公司製作的所有電影；但《KISS情人》（The Story of Us）與《最後迪斯可》（The Last Days of Disco）的第一區版權，以及《白宮夜未眠》（The American President）的國際發行權則屬於環球影業所有。
- 幾乎所有1986以前米高梅發行的作品與卡通。
- 雷電華公司大部分作品的美國/加拿大、第四區版權。
- 1933年到1957年間的大力水手動畫短片版權，原由派拉蒙製作、持有，2014年被索尼影业买下。
- 部分聯美影業的作品，例如《盖里甘的岛》（Gilligan's Island）。
- 1952年的《The Star》，原由二十世紀福斯公司發行
- 1953年的《紅娘先生》（Mr. Wonderful），原由山繆高德溫電影公司製作
- 1931年的《化身博士》（Dr. Jekyll and Mr. Hyde），1964年的《五月中的七天》（Seven Days in May）、1971年的《歡樂糖果屋》（Willy Wonka & the Chocolate Factory），上述三部影片原由派拉蒙影業持有。
- 1931年的《魂斷藍橋》（Waterloo Bridge），1936年的《畫航璇宮》（Show Boat），上述兩部影片原由環球影業持有。
- 1978年的《海底沉舟》（Watership Down），原由Avco Embassy Pictures持有。
- 史努比系列的電視版本所有權，原由聯合圖畫公司持有。
- 史努比系列的電視版本所有權，原由聯合圖畫公司持有。
- 香港嘉禾娱乐事业集团有限公司的172部电影所有权。

### 失去的版權

#### 華納公司
- 約翰·韋恩替華納公司主演的電影，原由Batjac Productions持有，但派拉蒙影業現在具有Batjac Productions所有電影的版權。現今所有Batjac Productions的電影，都會打上華納公司與派拉蒙公司的商標；這兩家公司共同持有的影片還有大力水手卡通和2009年上映的《守望者》（Watchmen）。
- 希區考克執導的《奪魂索》（Rope），現由環球影業持有。
- 1956年的《白鯨記》（Moby Dick），現由聯美影業持有。
- 1957年的《櫻花戀》（Sayonara），現由米高梅公司持有。
- 由華納公司發行、旗下公司ITC Entertainment持有版權的電影，例如：《迷魂殺機》（The Medusa Touch）、《動的電影》（Movie Movie）、《Capricorn One》，現由Granada Productions持有版權，米高梅具有電影發行權。
- 1951年的西部片《勇敢的人》（Only the Valiant），現由共和影業/派拉蒙影業持有電影版權，而CBS Television Distribution持有電視放映權，獅門娛樂公司具有錄影帶版權。
- 摩登原始人與摩登家庭的動畫電影版本，現由環球影業持有。
- 1943年的歌舞電影《從軍樂》（This Is the Army），在1950年由傑克·華納捐贈給美軍部队紧急救援组织，連同放映時獲得的收入。但在2008年的美國退伍軍人節，華納公司獲得授權，發行這部片的DVD。
- 漢納-巴貝拉製作公司在1973年製作的動畫電影《夏洛特的網》（Charlotte's Web），現由派拉蒙影業持有。
- 由漢納-巴貝拉製作公司拍製的《Once Upon a Forest》，與透納影業製作的《時空大怪》（The Pagemaster），原由華納公司持有版權，現由华特迪士尼公司持有版權，但華納公司仍持有後者的國際版權。
- 唐·布魯斯（Don Bluth）在1994年製作的動畫《拇指奇緣》（Thumbelina）與《矮精靈歷險紀》（A Troll in Central Park），現由華特迪士尼公司下屬的二十世紀影业持有。
- 《軍官與紳士》（An Officer and a Gentlemen）與《星際戰士》（Last Starfighter）的版權現由派拉蒙影業與環球影業所持有，但華納公司仍持有後者的電視放映權。
- 《刀锋战士系列电影》（Blade）與（Iron Man）的電影製作版權，現由華特迪士尼公司下屬的漫威影業持有。
- 二十世紀福斯的電影（包括在2013-2017年期間夢工廠動畫的電影）的荷蘭發行權。現由華特迪士尼工作室電影持有，而夢工廠動畫電影的家庭媒体發行權則由環球影業持有。
- 电影《云上情歌（英语：Clouds (2020 film)）》的发行权，因2019冠状病毒病疫情被华特迪士尼公司买下并由Disney+发行。

#### 透納公司
透納娛樂公司是時代華納集團旗下的另一發行公司，也持有許多電影與卡通版權，例如：《綠野仙蹤》（The Wizard of Oz）、《聖誕故事》（A Christmas Story）、《亂世佳人》（Gone With The Wind）、《湯姆和傑利》（Tom and Jerry）。
以下為透納公司曾持有，現今失去的電影版權：
- 哈爾·洛區的大部份電影，現由RHI Entertainment持有版權，Genius Products/溫斯坦影業與獅門娛樂公司持有影帶發行權。而哈爾·洛區的《木兵大進擊》（March of the Wooden Soldiers），則回到原發行商米高梅公司的手中（當時為山繆高德溫電影公司）。
- 由山謬·高文（Samuel Goldwyn）製作，米高梅公司發行的《紅男綠女》（Guys and Dolls），也重新由米高梅公司所有。
- 哈爾·洛區製作、米高梅發行的《Our Gang》，一度由透納娛樂公司持有，現由RHI Entertainment持有電影放映權，CBS Television Distribution持有電視放映權，Genius Products/溫斯坦影業具有影帶發行權。
- 《聯邦一州》（State of the Union）的版權現由EMKA, Ltd./國家廣播環球公司持有。
- 世界摔角賽與其相關影像，在2001年由世界摔角娛樂購買。
- 《魔誡奇兵》（The Beastmaster）現由原製片持有版權，透納公司持有電視放映權。
- 《迷牆》（Pink Floyd The Wall）的電影院與電視放映權由透納公司持有，影帶等其他權利由新力音樂持有。
- 《風雲人物》（It's a Wonderful Life）原由雷電華持有版權，一度由透納娛樂公司持有，現由共和影業/派拉蒙影業持有。在90年代，《風雲人物》進入公有領域。
- 大衛·賽茲尼克（David O. Selznick）在雷電華期間製作的電影，以及《啞女驚魂記》（The Spiral Staircase），一度由透納娛樂公司持有。現由美國廣播公司/迪士尼電影公司持有版權，華特迪士尼工作室家庭娱乐具有影帶發行權。

### 華納檔案庫
位於南加大的華納公司檔案庫，是目前最大的單一電影公司資料館。在1977年，由華納傳播公司捐贈給南加大電影電視學院，具有1918年到1968年之間的大部分華納電影。
國家圖書館、加州大學洛杉磯分校電影電視資料館、威斯康星大學麥迪遜分校也收藏許多華納公司的法律文件、劇本、以及拷貝。

## 在各地的發展

### 中國大陸
華納兄弟影業公司投資的首部華文電影則是由梁詠琪和金城武主演的《向左走，向右走》。2004年，中國電影集團公司、華納兄弟影業公司、橫店集團共同投資成立中影華納橫店影視有限公司，持股分別以4︰3︰3，是中國歷史上首家中外合資的電影娛樂公司，主要業務將包括投資、制作、發行和推廣華語電影及電視電影，曾投資拍製的電影有：《瘋狂的石頭》、《玉戰士》、《面紗》、《瘋狂的賽車》、《1421》、《赤壁》、《赤壁：決戰天下》、《投名狀》，但已於2009年低調結業。2005年，华纳家庭录影与中国录音录像出版社合资在上海成立了DVD、VCD音像发行公司中录华纳家庭娱乐有限公司。2011年初中录华纳变更公司性质，不再直接发行其电影 DVD、BD 而是转由上海新索音乐代理总经销，负责出版、发行的出版社则还是中国录音录像出版总社。
在2002年，華納兄弟國際影院公司在上海市成立永華國際影城，進入中國的電影院市場。此後陸續在上海市、南京市、廣州市、長沙市、南昌市、重慶市。在2006年，由於中國政府對於電影院的控股比例的規定，華納公司宣布撤出中國影院市場。

### 香港
華納兄弟亞洲區總部設在香港鰂魚涌太古坊。2007年5月，為打擊盜版市場，華納宣布將在香港推出合法的電影下載服務。
2016年3月16日，該公司、华人文化产业投资基金和香港邵氏兄弟影業有限公司組成「旗艦影業」（Flagship Entertainment Group），根據資料顯示，上述香港邵氏兄弟影業有限公司、华人文化产业投资基金合共持有51%股權，而該公司則持有49%股權，總部設在香港，於洛杉磯及北京則設分支機構。
2017年華納亦奪得邵氏兄弟影業有限公司自家製作劇集(2001年起)發行版權包括:尋秦記、溏心風暴、家族榮耀之繼承者、美麗戰場、非凡三俠等。
2020年12月24日，因冠狀病毒疫情引致的經濟不景影響，華納媒體宣佈於2021年1月正式結束在香港的業務，並解散當地員工。最後發行作品為《神奇女俠1984》。2021年起華納兄弟電影在港發行權交由環球影片負責。
2024年6月，華納重返香港業務並落戶創記之城8期The Millennity25樓。

### 台湾

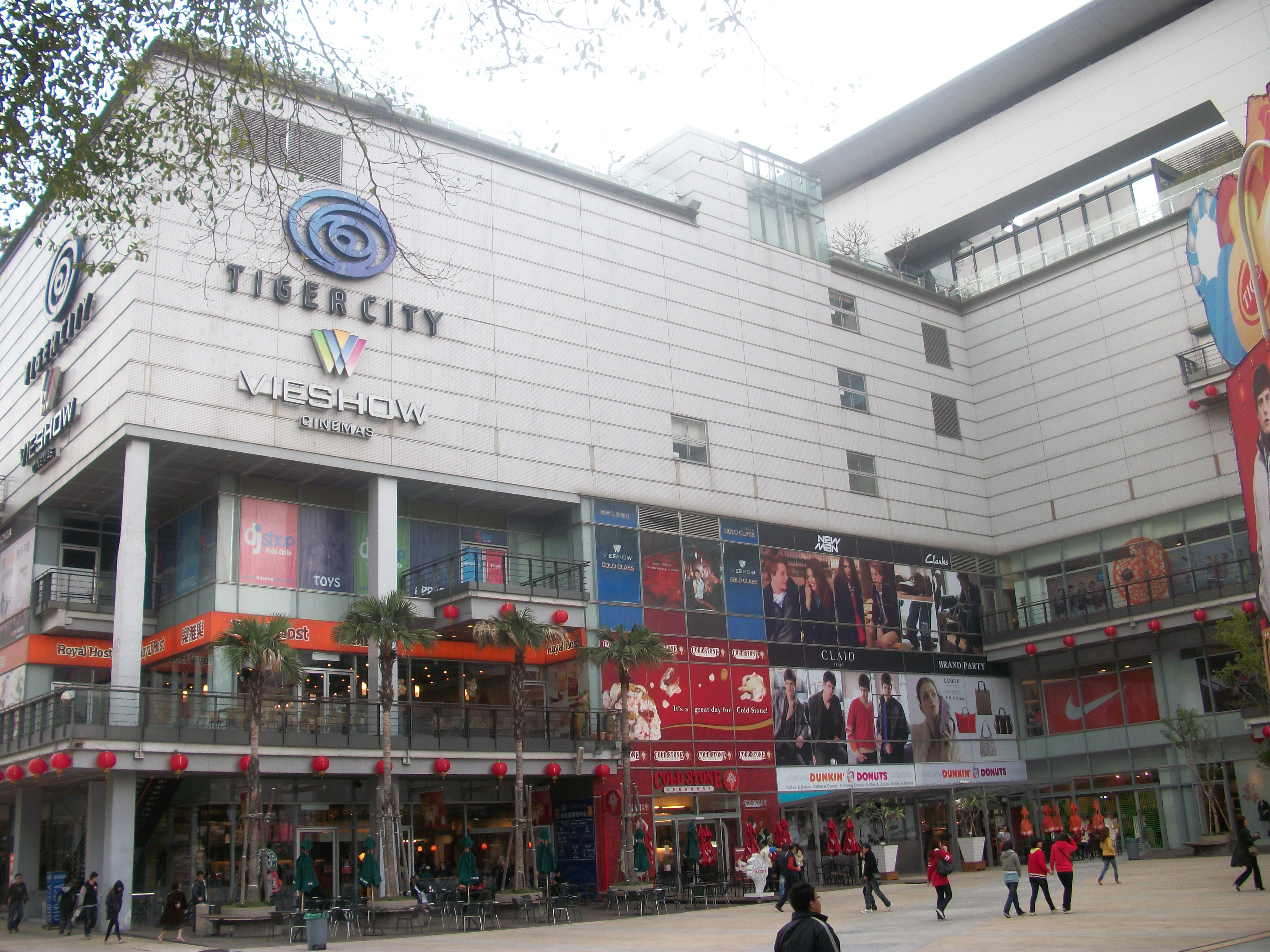
台中老虎城威秀影城。

在1998年1月，台灣的第一家華納威秀影城（已易主改名威秀影城）於台北市信義區開幕，對台灣的電影院生態與觀影習慣造成影響，目前已在台北市、桃園市、新北市、新竹市、苗栗縣、台中市、台南市、高雄市、花蓮縣 具有17個據點。在2003年3月，華納兄弟集團在台灣成立華納家庭娛樂台灣分公司（已經結束營運，現改由得利影視發行影片），是第一家在台湾设置直属电影发行机构和DVD、VCD家用影音商品公司的美國大型电影公司。

### 引用
1. ↑  . Warnerbros.com.   [2014-04-09]. （原始内容存档于2014-03-29）.
2. 1 2  . Cedar Tree Management.   [2009-01-11]. （原始内容存档于2009-01-21）.
3. ↑  Sperling, Millner, and Warner (1998), p. 77.
4. 1 2  Sperling, Millner, and Warner (1998), p. 81.
5. ↑  Sperling, Millner, and Warner (1998), p. 80.
6. ↑  Sperling, Millner, and Warner (1998), p. 101.
7. ↑  Behlmer (1985), p. xii.
8. ↑  Sperling, Millner, and Warner (1998), p. 82.
9. ↑  Thomas, Bob. . McGraw-Hill. 1990: 46, 47. ISBN 0-070-64259-1.
10. 1 2 3  Sperling, Millner, and Warner (1998), p. 83.
11. 1 2 3  Sperling, Millner, and Warner (1998), p. 84.
12. ↑  . New York Times. 1925-05-12: 14.
13. 1 2 3  Sperling, Millner, and Warner (1998), p. 86.
14. ↑  Sperling, Millner, and Warner (1998), p.88.
15. 1 2  Sperling, Millner, and Warner (1998), p. 95.
16. ↑  Sperling, Millner, and Warner (1998), p. 94.
17. ↑  Freedland, Michael. . St. Martin's Press. 1983: 119. ISBN 0-312-85620-2.
18. ↑  Sperling, Millner, and Warner (1998), p. 96.
19. 1 2  Thomas (1990), p. 56.
20. ↑  Thomas (1990), p. 57.
21. 1 2  Sperling, Millner, and Warner (1998), p. 113.
22. 1 2  Thomas (1990), p. 59.
23. ↑  Warner and Jennings (1964), pp.180-181.
24. ↑  . Jewishmag.com.   [2007-12-30]. （原始内容存档于2018-09-29）.
25. ↑  Thomas (1990), p. 62.
26. 1 2  Thomas (1990), p. 100-101.
27. ↑  Sperling, Millner, and Warner (1998), p. 141.
28. ↑  Warner-Sperling, Cass; Millner, Cork; Warner, Jack; Warner, Jack Jr. . University Press of Kentucky. 1998: 142–145. ISBN 0-813-10958-2.
29. ↑  Sperling, Millner, and Warner (1998), p.144.
30. ↑  Thomas (1990), p.65.
31. 1 2 3 4 5  Sperling, Millner, and Warner (1998), p. 147.
32. ↑  Thomas (1990), p. 66.
33. ↑  Sperling, Millner, and Warner (1998), p.148.
34. ↑  Thomas (1990), p.4
35. ↑  Thomas (1990), p.127
36. ↑  Thomas (1990), p.208
37. ↑  Thomas (1990), p.67
38. 1 2 3  Thomas (1990), p. 77.
39. ↑  Monday; Jun. 09, 1930. . 1930-06-09  [2008-07-09]. （原始内容存档于2009-01-14）.
40. 1 2  Thomas (1990), pp.72.
41. 1 2 3  Sperling, Millner, and Warner (1998), p. 160.
42. 1 2 3  Thomas (1990), pp. 89–92.
43. ↑  Thomas (1990), pp. 93.
44. ↑  Sperling, Millner, and Warner (1998), p.151.
45. ↑  Sperling, Millner, and Warner (1998), p. 150.
46. 1 2 3 4  Thomas (1990), p.110
47. ↑  Sperling, Millner, and Warner (1998), p. 190.
48. ↑  Thomas (1990), p.85
49. 1 2  Sperling, Millner, and Warner (1998), p. 194.
50. ↑  Sperling, Millner, and Warner (1998), p.192.
51. ↑  Thomas (1990), p.86
52. ↑  Sperling, Millner, and Warner (1998), p. 195.
53. ↑  .   [2008-07-09]. （原始内容存档于2008-03-21）.
54. ↑  Sperling, Millner, and Warner (1998), p. 184.
55. ↑  Thomas (1990), pp.77–79.
56. 1 2  Sperling, Millner, and Warner (1998), p.185
57. ↑  Thomas (1990), p.81.
58. ↑  Thomas (1990), p.83.
59. ↑  Sperling, Millner, and Warner (1998), p.186.
60. ↑  Monday; Dec. 26, 1932. . 1932-12-26  [2008-07-09]. （原始内容存档于2009-01-14）.
61. 1 2  Monday; Jan. 16, 1933. . 1933-01-16  [2008-07-09]. （原始内容存档于2009-01-14）.
62. ↑  Thomas (1990), pp. 82–83.
63. 1 2  Sperling, Millner, and Warner (1998), p.161.
64. ↑  . Time. 1933-07-03: 2  [2008-12-25]. （原始内容存档于2009-01-14）.
65. ↑  Warner-Sperling, Cass; Millner, Cork; Warner, Jack; Warner, Jack Jr. . University Press of Kentucky. 1998: 182,183. ISBN 0-813-10958-2.
66. 1 2 3  . Time. 1933-05-01: 2  [2008-12-25]. （原始内容存档于2009-01-14）.
67. 1 2  Thomas (1990), p.96
68. 1 2  Thomas (1990), p.95
69. ↑  Thomas (1990), p.95, 96
70. 1 2 3  Sperling, Millner, and Warner (1998), p. 209
71. ↑  Thomas (1990), p.99
72. ↑  Monday; Jan. 21, 1935. . 1935-01-21  [2008-07-09]. （原始内容存档于2009-01-14）.
73. 1 2  Sperling, Millner, and Warner (1998), p. 211
74. ↑  Sperling, Millner, and Warner (1998), pp.188-189.
75. 1 2  Thomas (1990), p.109
76. ↑  Thomas (1990), p.109, 110
77. ↑  Thomas (1990), p.88
78. 1 2  Sperling, Millner, and Warner (1998), p. 219-221.
79. ↑  Sperling, Millner, and Warner (1998), p. 221.
80. 1 2 3  Thomas (1990), p.115
81. ↑  .   [2008-12-25]. （原始内容存档于2010-03-09）.
82. 1 2  Thomas (1990), p.104 106
83. ↑  Thomas (1990), p.105
84. 1 2 3 4  Thomas (1990), p.106
85. 1 2  Thomas (1990), p.144
86. 1 2  Thomas (1990), p.116
87. 1 2 3  Thomas (1990), p.114
88. 1 2 3 4  Thomas (1990), p.117
89. ↑  Thomas (1990), p.117 118
90. 1 2 3  Warner-Sperling, Cass; Millner, Cork; Warner, Jack; Warner, Jack Jr. . University Press of Kentucky. 1998: 235. ISBN 0-813-10958-2.
91. 1 2  Thomas (1990), p.123 125
92. ↑  Thomas (1990), p.124
93. 1 2  Thomas (1990), p.125
94. ↑  Thomas (1990), p.125 126
95. ↑  Thomas (1990), p.126 127
96. ↑  Sperling, Millner, and Warner (1998), p. 187.
97. ↑  Barrier, Michael (1999). pp.329-333.
98. ↑  .   [2008-07-09]. （原始内容存档于2011-07-14）.
99. ↑  "Warner Bros. Studio biography （页面存档备份，存于）". AnimationUSA.com. Retrieved June 17, 2007.
100. ↑  Sperling, Millner, and Warner (1998), p. 187-188.
101. ↑  Sperling, Millner, and Warner (1998), p. 225
102. ↑  Sperling, Millner, and Warner (1998), p. 233
103. 1 2  Sperling, Millner, and Warner (1998), p. 247
104. ↑  Sperling, Millner, and Warner (1998), p. 246
105. ↑  Sperling, Millner, and Warner (1998), p. 240
106. 1 2 3 4 5 6 7  Warner-Sperling, Cass; Millner, Cork; Warner, Jack; Warner, Jack Jr. . University Press of Kentucky. 1998: 247–255. ISBN 0-813-10958-2.
107. ↑  Thomas (1990), pp.141-143.
108. ↑  Thomas (1990), p.144.
109. 1 2 3 4  Thomas (1990), p. 145.
110. ↑  Thomas (1990), p.98.
111. ↑  Thomas (1990), p. 148.
112. ↑  Thomas (1990), p.150.
113. 1 2  Thomas (1990), p.151.
114. ↑  Thomas (1990), p.152.
115. ↑  Sperling, Millner, and Warner (1998), pp.258-279
116. ↑  Warner-Sperling, Cass; Millner, Cork; Warner, Jack; Warner, Jack Jr. . University Press of Kentucky. 1998: 258–279. ISBN 0-813-10958-2.
117. 1 2  Thomas (1990), p. 163.
118. ↑  Thomas (1990), p. 164.
119. 1 2 3  Sperling, Millner, and Warner (1998), p.279
120. ↑  Thomas (1990), p.175, 176
121. 1 2 3 4  Sperling, Millner, and Warner (1998), p. 286
122. ↑  Sperling, Millner, and Warner (1998), p. 287.
123. ↑  Thomas (1990), p. 191.
124. ↑  Sperling, Millner, and Warner (1998), pp.287-288.
125. ↑  Sperling, Millner, and Warner (1998), p.288.
126. ↑  Thomas (1990), p.192.
127. ↑  Thomas (1990), p. 193.
128. 1 2 3  Thomas (1990), p. 194.
129. ↑  Thomas (1990), p. 195.
130. ↑  Thomas (1990), pp.196-8.
131. ↑  Thomas (1990), p.199.
132. ↑  Monday; May. 21, 1956. . 1956-05-21  [2008-07-09]. （原始内容存档于2008-12-14）.
133. 1 2 3  Sperling, Millner, and Warner (1998), p.303.
134. ↑  Thomas (1990), p.190
135. ↑  Thomas (1990), p.225
136. 1 2 3  You Must Remember This: The Warner Bros. Story (2008), p. 255.
137. 1 2 3  WB retained a pair of features from 1949 that they merely distributed, and all short subjects released on or after September 1, 1948; in addition to all cartoons released in August 1948.
138. ↑  . Time. 1956-05-21: 2  [2008-12-30]. （原始内容存档于2008-12-14）.
139. ↑  Sperling, Millner, and Warner (1998), p. 308.
140. 1 2  Thomas (1990), p.226
141. ↑  Sperling, Millner, and Warner (1998), p.306.
142. ↑  The United Press. . The Youngstown Vindicator. 1956-07-12: 22.
143. 1 2 3  Sperling, Millner, and Warner (1998), Hollywood Be Thy Name, Prima Publishing, ISN:559858346 p.325.
144. ↑  Thomas (1990), p. 255.
145. ↑  Thomas (1990), pp.264-265.
146. 1 2 3  Thomas (1990), p.265.
147. ↑  Thomas (1990), p. 278.
148. ↑  Thomas (1990), p.280.
149. 1 2  Thomas (1990), p.279.
150. ↑  Thomas (1990), p. 279-280.
151. 1 2 3  Thomas (1990), p. 288.
152. ↑  William Poundstone, Fortune's Formula
153. ↑  .   [2008-12-30]. （原始内容存档于2008-11-21）.
154. ↑  .   [2008-12-30]. （原始内容存档于2008-09-10）.
155. ↑  . Console Watcher.   [2008-12-30]. （原始内容存档于2008-10-07）.
156. ↑  . Yahoo!.
157. ↑  .[永久]
158. ↑  .   [2009-01-11]. （原始内容存档于2005-03-09）.
159. ↑  .   [2009-01-11]. （原始内容存档于2009-05-04）.
160. ↑  .   [2014-03-31]. （原始内容存档于2016-03-23）.
161. ↑  「旗艦影業」起航 拍12大片攻國際 （页面存档备份，存于）星島日報 2016年3月16日
162. ↑  . 香港01.   [2020-12-24]. （原始内容存档于2022-04-13）.
163. ↑  .   [2009-01-11]. （原始内容存档于2007-10-13）.
164. ↑  .   [2009-01-11]. （原始内容存档于2009-02-13）.

## 延伸閱讀
本條目的大多數電影名稱與人物名稱參考自以下書籍：
- （中文）《電影百年發展史》(Film History:An Introduction) Kristin Thompson & David Boedwell著，廖金鳳 翻譯，麥格羅希爾公司台灣分公司，出版日期：1998年9月1日，初版，ISBN：9574930734
- （中文）《世紀電影年鑑》(Die Chronic des Films) Brigitte Bier等人 著作，邵君牧等人 翻譯，貓頭鷹出版社，出版日期：2001年7月12日，初版，ISBN：9574694763
- （中文）《好萊塢類型電影》(Hollywood Genrs: Fomulas, Filmmaking, and the Studio System) Thomas Schatz著作，李亞梅 翻譯，遠流出版社，出版日期：1999年12月1日，初版，ISBN：9573238705
- （中文）《動畫電影探索》黃玉珊、余為政 著作，遠流出版社，出版日期：1997年10月1日，初版，ISBN：9573233428